# جرج اکرلی
جرج اکرلی (انگلیسی: George Ackerley) یک بازیکن فوتبال اهل انگلستان بود. 